# Colymbosaurus
Colymbosaurus is een geslacht van uitgestorven cryptoclidide plesiosauriërs uit het Laat-Jura (Callovien-Tithonien) van het Verenigd Koninkrijk en Svalbard, Noorwegen. Er zijn momenteel twee soorten, Colymbosaurus megadeirus en Colymbosaurus svalbardensis. Beide soorten zijn relatief middelgrote plesiosauriërs, met een lengte van vijf meter en een lichaamsgewicht van zevenhonderd kilogram.

## Naamgeving
De eerste overblijfselen toegeschreven aan Colymbosaurus werden in 1840 door Owen beschreven als de nieuwe soort Plesiosaurus trochantericus. Het holotype van de soort, NHMUK 31787, een rechteropperarmbeen, komt van de Kimmeridge Clay-formatie uit het Kimmeridgien van Shotover Hill, Oxfordshire, Engeland. Richard Owen identificeerde het bot echter ten onrechte als een dijbeen, een identificatie gecorrigeerd in een publicatie uit 1871 over de geologie van Oxfordshire. De soortaanduiding verwees naar de vermeende trochanter van het dijbeen.
Ondertussen werden onafhankelijk hiervan door onderzoekers andere plesiosauride resten beschreven vanuit de Kimmeridge Clay. De soort Plesiosaurus megadeirus werd in 1869 door Seeley bedacht voor twee gedeeltelijke postcraniale exemplaren in een publicatie waarin tetrapode exemplaren uit het Mesozoïcum in de collecties van het Sedgwick Museum of Earth Sciences aan de University of Cambridge werden gecatalogiseerd. De soortaanduiding is een combinatie van het Grieks mega, 'groot', en deirè, 'nek'. Het holotype is SMC J29596, het postcraniaal skelet van een ouder dier. De naam Pliosaurus portlandicus werd bedacht voor een gedeeltelijke achterpoot uit Dorset, terwijl John Whitaker Hulke de soort Plesiosaurus manselii oprichtte voor een onvolledig postcraniaal skelet (NHMUK 40106) uit Kimmeridge, Dorset. Harry Govier Seeley ging Plesiosaurus megadeirus erkennen als generiek verschillend en bedacht in 1874 de naam Colymbosaurus voor de soort. De naam is afgeleid van het Grieks kolymbein, 'duiken'. Later verwees hij Pliosaurus portlandicus en Plesiosaurus manselii naar Colymbosaurus en beschouwde ze als verschillend van Colymbosaurus megadeirus op basis van de morfologie van de epipodialen, de onderarmen.
Een revisie van alle nominale soorten plesiosauriden uit het Laat-Jura van Engeland resulteerde in de erkenning van de enige soort Colymbosaurus trochantericus. Plesiosaurus megadeirus, Pliosaurus portlandicus en Plesiosaurus manselii werden synoniem geacht aan Colymbosaurus trochantericus. Omdat er geen schedelresten bekend waren, werd Colymbosaurus beschouwd als mogelijk een jonger synoniem van Kimmerosaurus op basis van vergelijkingen met het benoemde materiaal van Kimmerosaurus.
De verspreiding van Colymbosaurus werd uitgebreid tot buiten het Verenigd Koninkrijk toen in 2012 de Noorse Tricleidus svalbardensis Persson 1962 werd erkend als de geldige soort Colymbosaurus svalbardensis. Deze toewijzing, samen met de ontdekking van nieuwe plesiosauriden uit Spitsbergen (Svalbard}, leidde in 2014 tot een nieuwe herziening van de Kimmeridge Clay cryptoclididen door Roger Benson. Plesiosaurus trochantericus werd verklaard een nomen dubium te zijn, verwijsbaar naar Colymbosaurus maar onbepaald op soortniveau, terwijl Kimmerosaurus en Plesiosaurus manselii als verschillend werden erkend. Door deze herziening herrees megadeirus als het gangbare epitheton van Colymbosaurus. De typesoort was al gefixeerd als Plesiosaurus megadeirus, met als combinatio nova Colymbosaurus megadeirus. Benson zag het materiaal van C. megadeirus als een reeks syntypen: een individu met de inventarisnummers CAMSM J.29596–29691 en CAMSM J.59736–59743; en een tweede individu met als inventarisnummer CAMSM J.63919.

## Beschrijving
Colymbosaurus was met een lengte van rond de vijf meter een van de grotere plesiosauriërs van de Jura. Roger Benson schatte in 2014 de neklengte op 1,8 à 2 meter en de romplengte op 1,6 à 1,7 meter, afhankelijk van de dikte van scheidende kraakbeenlagen, de tussenwervelschijven, geschat op een halve centimeter.
De nek was opvallend lang. Dit kwam niet door een rekking van de individuele wervels maar door een hoog aantal van eenenveertig halswervels. Er zijn bij C. megadeirus vier borstwervels, zeventien ruggenwervels en drie sacrale wervels. Er zijn minstens zevenentwintig staartwervels.
Een uniek kenmerk van het geslacht als zodanig is een horizontale richel die het distale vlak van het opperarmbeen doormidden snijdt. Allerlei specimina die dit kenmerk niet toonden, werden door Benson uit het toegewezen materiaal verwijderd. Verder onderscheidt het geslacht zich van tijdgenoten onder de Plesiosauria door halswervels die maar iets korter zijn dan hoog en lengterichels op hun zijkanten missen. 
C. megadeirus onderscheidt zich van C. svalbardensis door proportioneel langere epipodia, botten van de onderarm. C. svalbardensis heeft de eigenaardigheid dat de propodia, de proximale armbeenderen, schuin naar voren en distaal verbreed zijn waarbij een achterste botschijf een gewricht heeft dat ongeveer even groot is als het aansluitende gewricht op de onderarmbeenderen. Het kan niet gecontroleerd worden of C. megadeirus dit kenmerk ook bezit.

## Fylogenie
Colymbosaurus wordt in de Cryptoclididae geplaatst. Volgens een analyse door Benson die hem meer bepaald in de Colymbosaurinae plaatste, was hij het zustertaxon van een klade gevormd door Tatenectes en Kimmerosaurus.